# غيل ويلهلم
غيل ويلهلم (بالإنجليزية: Gale Wilhelm)‏ هي كاتِبة أمريكية، ولدت في 6 أبريل 1908 في يوجين في الولايات المتحدة، وتوفيت في 11 يوليو 1991 في بيركيلي في الولايات المتحدة.